# Maják Kübassaare
Maják Kübassaare (estonsky Kübassaare tuletorn) stojí na jižní části pobřeží poloostrova Kübassaare ve východní části ostrova Saaremaa v kraji Saaremaa v Baltském moři v Estonsku. Je ve správě Estonského úřadu námořní dopravy (Veeteede Amet, EVA), kde je veden pod registračním číslem 987.
Navádí lodi v severní části Rižského zálivu.

## Historie
Po zjištění, že maják Laidunina postavený v roce 1907 nesplnil očekávání Ruského carského námořnictva, byl v roce 1915 na poloostrově Kübassaare postaven dřevěný maják vysoký šestadvacet metrů vybavený zařízením z majáku Laidunina. V roce 1921 dostal acetylénovou lampu. V roce 1923 shořel po úderu blesku. V roce 1924 byla postavena železobetonová věž vysoká 18 m o průměru 2,5 m. Automatická acetylénová lampa měla dosvit 14 nm s charakteristikou Fl W 2s se stejným světelným sektorem, jaký má i v současné době. V období druhé světové války byl maják poškozen, ale záhy ho obnovili. V roce 1964 měl dosvit 14 nm, charakteristika světla Iso W 6s, napájení pomocí generátoru a baterií. V roce 1970 maják napojili na elektrickou síť. V roce 1990 bylo instalováno zařízení L-500 (Л-500), které v letech 1995 a 2001 prošlo modernizací.

## Popis
Válcová železobetonová věž vysoká 18 metrů je ukončena ochozem a lucernou vysokou 1,2 m. Spodní polovina majáku je bílá a horní, včetně lucerny, černá. V roce 2008 byly instalovány LED lampy.

### Data
| Barva                      | bílá     | Zdroj                          |
| Výška světla (m n. m.)     | 20,4     | [ 3 ] [ 2 ] [ 8 ] [ 9 ] [ 10 ] |
| Charakteristika 2,5+6,5=9s |          | [ 3 ] [ 2 ] [ 8 ] [ 9 ] [ 10 ] |
| Azimut                     | 228°–48° | [ 3 ] [ 2 ] [ 8 ] [ 9 ] [ 10 ] |
| Výseč                      | 180°     | [ 3 ] [ 2 ] [ 8 ] [ 9 ] [ 10 ] |
| Dosvit [nm]                | 11       | [ 3 ] [ 2 ] [ 8 ] [ 9 ] [ 10 ] |

### Označení
- Admiralty: C3630
- ARLHS: EST-029
- NGA: 12636
- EVA 987